# Duiya
En la religión hinduista se llama duiya (‘nacido dos veces’, en sánscrito) a un varón que sea miembro de las tres castas superiores: los brahmanes (sacerdotes), chatrías (militares y jefes) y vaishias (comerciantes y agricultores). La cuarta y última casta es la de los shudrás (esclavos, que trabajaban por techo y alimento).
En varias escrituras, se llama duiyá generalmente solo al brahmán.[cita requerida]

## Nombre
- dvīja, en el sistema AITS (alfabeto internacional para la transliteración del sánscrito).[1]
- द्विज, en escritura devanagari del sánscrito.[1]
- Pronunciación:
  - /duiyá/ en sánscrito[1] o
  - /duísh/ en varios idiomas modernos de la India (como el bengalí, el hindí, el maratí o el palí).
- Etimología: ‘nacido por segunda vez’[1]
  - dui: ‘dos’
  - ya: ‘nacido’.

Según los hinduistas, el primer nacimiento es el físico. El segundo ocurre cuando un miembro de las tres
castas superiores es iniciado por un gurú (maestro espiritual).

## Etapas en la vida de un duiyá
Según las Leyes de Manu, se supone que un varón de cualquiera de las tres castas superiores debe pasar a lo largo de toda su vida por las cuatro ásramas (etapas de la vida religiosa hinduista).
- Brahmacharya (estudiante célibe): el joven brahmacharí (‘que camina y actúa con las Escrituras’) vive en la casa de su gurú (maestro espiritual), donde actúa como su sirviente doméstico, estudia de memoria las escrituras sagradas hindúes, y practica autodisciplina, celibato y meditación.
- Garjasthia (vida de hogar): el grija-sthá (‘en el hogar-está’) dedica su tiempo a trabajar y mantener a su familia. Cada día debe rezar y meditar, practicar la adoración a las deidades en un altar hogareño y dar caridad a los sacerdotes brahmanes.
- Vanaprasthia (abandono de la familia): una vez que ha completado sus obligaciones para con la familia, el padre de familia vana-pra-stha (‘en el bosque está’) debe apartarse del mundo, practicando austeridades y meditación y preparándose para la renuncia total.
- Sanniasa (completa renuncia): ya completamente apartado de la sociedad, el san-niasí (‘completamente-renunciante’) se dedica exclusivamente al espíritu (mediante la meditación), para abandonar la reencarnación (samsara) y alcanzar la liberación espiritual (moksha).

## Derivados
- dvi-jā́: nacido dos veces; según el Rig-veda (el texto más antiguo de la India, de mediados del II milenio a. C.).
- dvi-já: un varón de cualquiera de las tres clases; cualquier ario, especialmente un brahmán (renacido mediante la investitura con el cordón sagrado upanaiana); según el Átharva-veda las Leyes de Manu, el Majábharata.
- dvi-já: un ave o cualquier animal ovíparo (que nace primero como un huevo); según las Leyes de Manu, el Majábharata.
- dvi-já: un diente (ya que crece dos veces, primero como diente de leche); según Súsruta, Bhartrí Jarí, Varaja Mijira, y el Bhágavata-purana (2.1.31).
- dvi-já: semillas de culantro, o Xantboxylum Alatum
- dvi-já: Clerodendrum Siphonantus
- dvi-já: pālaṅkī (jā́and-jati).
- dvi-jā: Piper Aurantiacum; Bhava Prakash.
- dvi-jāti-kṛí: hacer un regalo a un brahmán; según el Raya-taramguini (5.120).
- dvi-jāti-mukhya: ‘el primero entre los nacidos dos veces’, un brahmán; según las Leyes de Manu (3.286).
- dvi-jāti-sāt: para un brahmán
- dvi-jāti-pravara: un varón que pertenece a las primeras castas
- dvi-jātīya: relacionado con los nacidos dos veces, o varón que pertenece a una mezcla entre padres de las tres primeras castas, mestizo.
- dvi-jātīya: una mula
- dvi-já-tva: la calidad de ser un nacido dos veces, el rango de ser un brahmán o cualquier de las tres clases superiores; según el Bhágavata-purana y el Raya-taramguini.
- dvi-já-dāsa: esclavo de los nacidos dos veces, un shudrá
- dvi-já-deva: dios entre los nacidos dos veces, un brahmán; según el Bhágavata-purana.